# Matsumaedō
Le Matsumaedō (松前道) était une route secondaire du Ōshū Kaidō, une des  cinq routes du Japon. Elle reliait le terminus du Sendaidō situé au château de Sendai à la pointe nord de l'actuelle préfecture d'Aomori. La route avait été établie par Tokugawa Ieyasu pour les officiels du gouvernement voyageant dans cette région. Le Matsumaedō tient son nom du domaine de Matsumae, seul domaine féodal de l'époque d'Edo qui ait pu être trouvé à Ezo (maintenant Hokkaidō); Matsumae était accessible par bateau à partir du terminus nord du Matsumaedō.

## Stations du Sendaidō
Les 44 stations du Matsumaedō sont présentées dans leur ordre de succession et réparties selon les préfectures auxquelles elles appartiennent. Le nom des municipalités modernes est indiqué entre parenthèses. Le Sendaidō reliait le début du Matsumaedō à la fin du Ōshū Kaidō.

### Préfecture de Miyagi
'Emplacement de départ : Château de Sendai (Aoba-ku, Sendai)
1. Nanakita-juku (七北田宿) (Izumi-ku, Sendai)
2. Tomiya-juku (富谷宿) (Tomiya, district de Kurokawa)
3. Yoshioka-juku (吉岡宿) (Taiwa, district de Kurokawa)
4. Sanbongi-juku (三本木宿) (Ōsaki)
5. Furukawa-juku (古川宿) (Ōsaki)
6. Araya-juku (荒谷宿) (Ōsaki)
7. Takashimizu-juku (高清水宿) (Kurihara)
8. Tsukidate-juku (築館宿) (Kurihara)
9. Miyano-juku (宮野宿) (Kurihara)
10. Sawabe-juku (沢辺宿) (Kurihara)
11. Kannari-juku (金成宿) (Kurihara)
12. Arikabe-juku (有壁宿) (Kurihara)

### Préfecture d'Iwate
13. Ichinoseki-juku (一関宿) (Ichinoseki)
14. Yamanome-juku (山目宿) (Ichinoseki)
15. Hiraizumi-juku (平泉宿) (Hiraizumi, district de Nishiiwai)
16. Maesawa-juku (前沢宿) (Ōshū)
17. Mizusawa-juku (水沢宿) (Ōshū)
18. Kanegasaki-juku (金ヶ崎宿) (Kanegasaki, district d'Iwate)
19. Aisari-juku (相去宿) (Kitakami)
- Kurosawajiri-juku (黒沢尻宿) (Kitakami) (ai no shuku)

20. Hanamaki-juku (花巻宿) (Hanamaki)
21. Ishidoriya-juku (石鳥谷宿) (Hanamaki)
22. Hizumekōriyama-juku (日詰郡山宿) (Shiwa, district d'Iwate)
23. Château de Morioka (盛岡城) (Morioka)
24. Shibutami-juku (渋民宿) (Morioka)
25. Numakunai-juku (沼宮内宿) (Iwate, district d'Iwate)
26. Ichinohe-juku (一戸宿) (Ichinohe, district de Ninohe)
27. Fukuoka-juku (福岡宿) (Ninohe)
28. Kindaichi-juku (金田一宿) (Ninohe)

### Préfecture d'Aomori
29. Sannohe-juku (三戸宿) (Sannohe, district de Sannohe)
30. Gonohe-juku (五戸宿) (Gonohe, district de Sannohe)
31. Denbōji-juku (伝法寺宿) (Towada)
32. Fujishima-juku (藤島宿) (Towada)
33. Shichinohe-juku (七戸宿) (Shichinohe, district de Kamikita)
34. Noheji-juku (野辺地宿) (Noheji, district de Kamikita)
35. Makado-juku (馬門宿) (Noheji)
36. Kominato-juku (小湊宿) (Hiranai, district de Higashitsugaru)
37. Nonai-juku (野内宿) (Aomori)
38. Aomori-juku (青森宿) (Aomori)
39. Aburakawa-juku (油川宿) (Aomori) (en commun avec le Ushū Kaidō)
40. Yomogita-juku (蓬田宿) (Yomogita, district de Higashitsugaru)
41. Kanita-juku (蟹田宿) (Sotogahama, district de Higashitsugaru)
42. Tairadate-juku (平舘宿) (Sotogahama)
43. Imabetsu-juku (今別宿) (Imabetsu, district de Higashitsugaru)
44. Minmaya-juku (三厩宿) (Sotogahama)
Point d'arrivée : Tappisaki (竜飛崎) (Sotogahama)

## Source de la traduction
- (en) Cet article est partiellement ou en totalité issu de l’article de Wikipédia en anglais intitulé « Matsumaedō » (voir la liste des auteurs).